# Bahnhof Kōriyama
Der Bahnhof Kōriyama (japanisch 郡山駅 Kōriyama-eki) befindet sich in Kōriyama in der Präfektur Fukushima. Als Haltepunkt der Tōhoku-/Yamagata-Shinkansen und Anschlusspunkt der Ban’etsu-West- und -Ostlinie an die Tōhoku-Hauptlinie ist der Bahnhof ein wichtiger Eisenbahnknotenpunkt. Die Züge der Suigun-Linie, die wenige Kilometer südlich von der Tōhoku-Hauptlinie abzweigt, beginnen und enden ebenfalls in Kōriyama.

## Geschichte
Am 16. Juli 1887 wurde der Bahnhof von der ersten privaten Eisenbahngesellschaft Japans, der Nippon Tetsudō, als Kopfbahnhof und vorläufiger Endpunkt der Strecke von Ueno in Tokio nach Norden eröffnet. Noch im selben Jahr wurde er durch die Verlängerung der Strecke bis Sendai/Shiogama zum Durchgangsbahnhof. 1898 eröffnete die ebenfalls private Gan’etsu Tetsudō das erste Teilstück der heutigen Ban’etsu-Westlinie von Kōriyama bis Nakayamajuku. 1906 wurde der Bahnhof mit den beiden Gesellschaften verstaatlicht. 1915 wurde der erste Abschnitt der Heigun-Westlinie eröffnet, die seit 1917 zusammen mit der Heigun-Ostlinie die Ban’etsu-Ostlinie bildet.
In den späten 1960er Jahren richtete Nihon Sekiyu (engl. Nippon Oil) ein Ölterminal in Kōriyama ein. 1982 wurde die Tōhoku-Shinkansen fertiggestellt, die Bahnsteige für die normalspurige Hochgeschwindigkeitsstrecke wurden westlich des bestehenden Bahnhofs angelegt. Bei der Privatisierung und Aufteilung der Staatsbahn 1987 fiel der Bahnhof an die JR Higashi-Nihon (engl. JR East) und die JR Kamotsu (JR Freight).
1998 wurden die Bahnsteigsperren für die Shinkansen automatisiert, 2005 eine neue Einkaufspassage innerhalb der Bahnsteigsperren eröffnet.

## Bauart und Gleise
Der Bahnhof Kōriyama hat die Form eines Durchgangsbahnhofs: Vier durchgehende Gleise sind von zwei Inselbahnsteigen zugänglich, dort befindet sich im Süden auch ein kurzes Kopfgleis. Ein weiteres Gleis liegt westlich davon an einem Seitenbahnsteig. Der direkt westlich anschließende Shinkansen-Halt hat die Form eines Durchgangsbahnhofs in Hochlage. An einem Inselbahnsteig halten an zwei Gleisen durchgehende Züge, ein drittes Gleis für beginnende/endende Züge liegt an einem Seitenbahnsteig.
| 1/2 | ▉ Ban’etsu-Westlinie  | Bandai-Atami • Inawashiro • Aizu-Wakamatsu • Kitakata |
| 1/2 | ▉ Tōhoku-Hauptlinie   | Sukagawa • Shirakawa • Kuroiso                        |
| 1/2 | ▉ Tōhoku-Hauptlinie   | Nihommatsu • Fukushima • Sendai                       |
| 3   | ▉ Suigun-Linie        | Iwaki-Ishikawa • Hitachi-Daigo • Mito                 |
| 4/5 | ▉ Tōhoku-Hauptlinie   | Sukagawa • Shirakawa • Kuroiso                        |
| 4/5 | ▉ Tōhoku-Hauptlinie   | Nihommatsu • Fukushima • Sendai                       |
| 6   | ▉ Ban’etsu-Ostlinie   | Miharu • Funehiki • Ono-Niimachi • Iwaki              |
| 11  | ▉ Tōhoku-Shinkansen   |                                                       |
| 12  | ▉ Tōhoku-Shinkansen   | Fukushima • Sendai • Morioka                          |
| 12  | ▉ Yamagata-Shinkansen | Yonezawa • Yamagata • Shinjō                          |
| 13  | ▉ Tōhoku-Shinkansen   | Utsunomiya • Ōmiya • Tokio                            |

### Betriebsanlagen und Güterverkehr
Südlich des Bahnhofs befinden sich zwischen Tōhoku-Hauptlinie und -Shinkansen Depots beider Bahngesellschaften, das „allgemeine Waggonzentrum Kōriyama“ der JR Higashi-Nihon (郡山総合車両センター, Kōriyama sōgō sharyō sentā) und das „Depot Kōriyama“ (郡山車両所, Kōriyama sharyō-jo) der JR Kamotsu.
Rund drei Kilometer südlich an der Tōhoku-Hauptlinie liegt außerdem der „Bahnhof Frachtterminal Kōriyama“ (郡山貨物ターミナル駅, Kōriyama-kamotsu-tāminaru-eki).

## Linien
In Kōriyama halten die Yamabiko/Tsubasa der Tōhoku-/Yamagata-Shinkansen, der Nasuno aus Tokio endet hier. Im seit 2009 gültigen Fahrplan fahren also vier Zugpaare pro Stunde Kōriyama an, die Hayate/Komachi (Tōhoku-/Akita-Shinkansen) passieren den Bahnhof.
| Verlauf der Tōhoku-Shinkansen |
| --- |
| Tokyo • Ueno • Ōmiya • Oyama • Utsunomiya • Nasushiobara • Shin-Shirakawa • Kōriyama • Fukushima • Shiroishi-Zaō • Sendai • Furukawa • Kurikoma-Kōgen • Ichinoseki • Mizusawa-Esashi • Kitakami • Shin-Hanamaki • Morioka • Iwate-Numakunai • Ninohe • Hachinohe • Shichinohe-Towada • Shin-Aomori |

| Verlauf der Tōhoku-Hauptlinie |
| --- |
| Kuroiso • Takaku • Kurodahara • Toyohara • Shirasaka • Shin-Shirakawa • Shirakawa • Asaka-Nagamori • Kōriyama • Hiwada • Gohyakugawa • Motomiya • Sugita • Adachi • Matsukawa • Kanayagawa • Minami-Fukushima • Fukushima • Higashi-Fukushima • Date • Koori • Fujita • Kaida • Kosugō • Shiroishi • Higashi-Shiroishi • Kita-Shirakawa • Ōgawara • Funaoka • Tsukinoki • Iwanuma • Tatekoshi • Natori • Minami-Sendai • Taishidō • Nagamachi • Sendai • Higashi-Sendai • Iwakiri • Rikuzen-Sannō • Kokufu-Tagajō • Shiogama • Matsushima • Atago • Shinainuma • Kashimadai • Matsuyama-Machi • Kogota • Tajiri • Semine • Umegasawa • Nitta • Ishikoshi • Yushima • Hanaizumi • Shimizuhara • Arikabe • Ichinoseki • Yamanome • Hiraizumi • Maesawa • Rikuchū-Orii • Mizusawa • Kanegasaki • Rokuhara • Kitakami • Murasakino • Hanamaki • Hanamaki-Kūkō • Ishidoriya • Hizume • Shiwachūō • Furudate • Yahaba • Iwate-Iioka • Senbokuchō • Morioka |

## Nutzung
Im Jahr 2006 nutzten im Durchschnitt täglich 18.380 Personen die JR-Linien an diesem Bahnhof.